# Carios aragaoi
Carios aragaoi är en fästingart som beskrevs av Fonseca 1960. Carios aragaoi ingår i släktet Carios och familjen mjuka fästingar. Inga underarter finns listade.